# Grań Aniołów

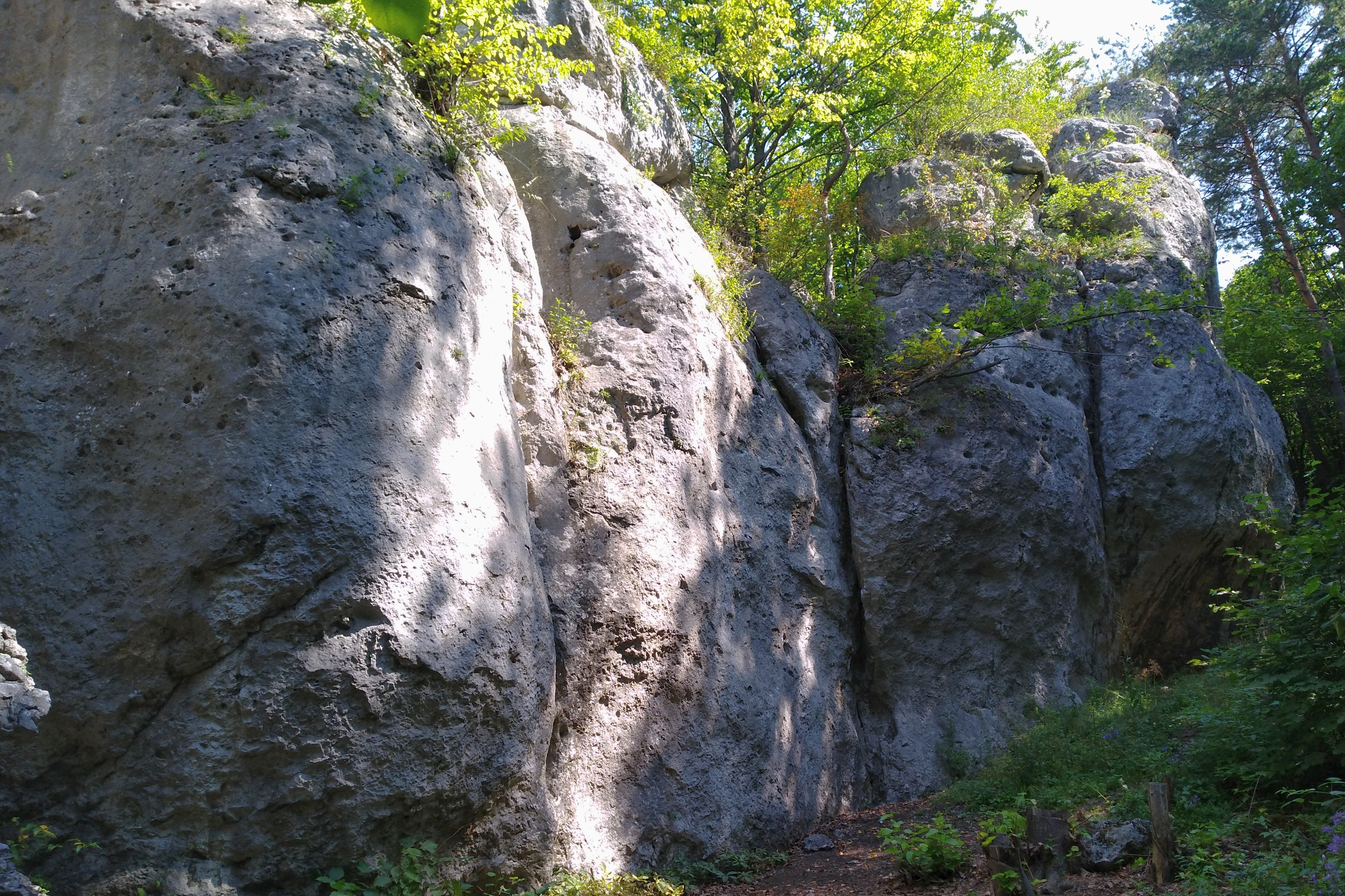

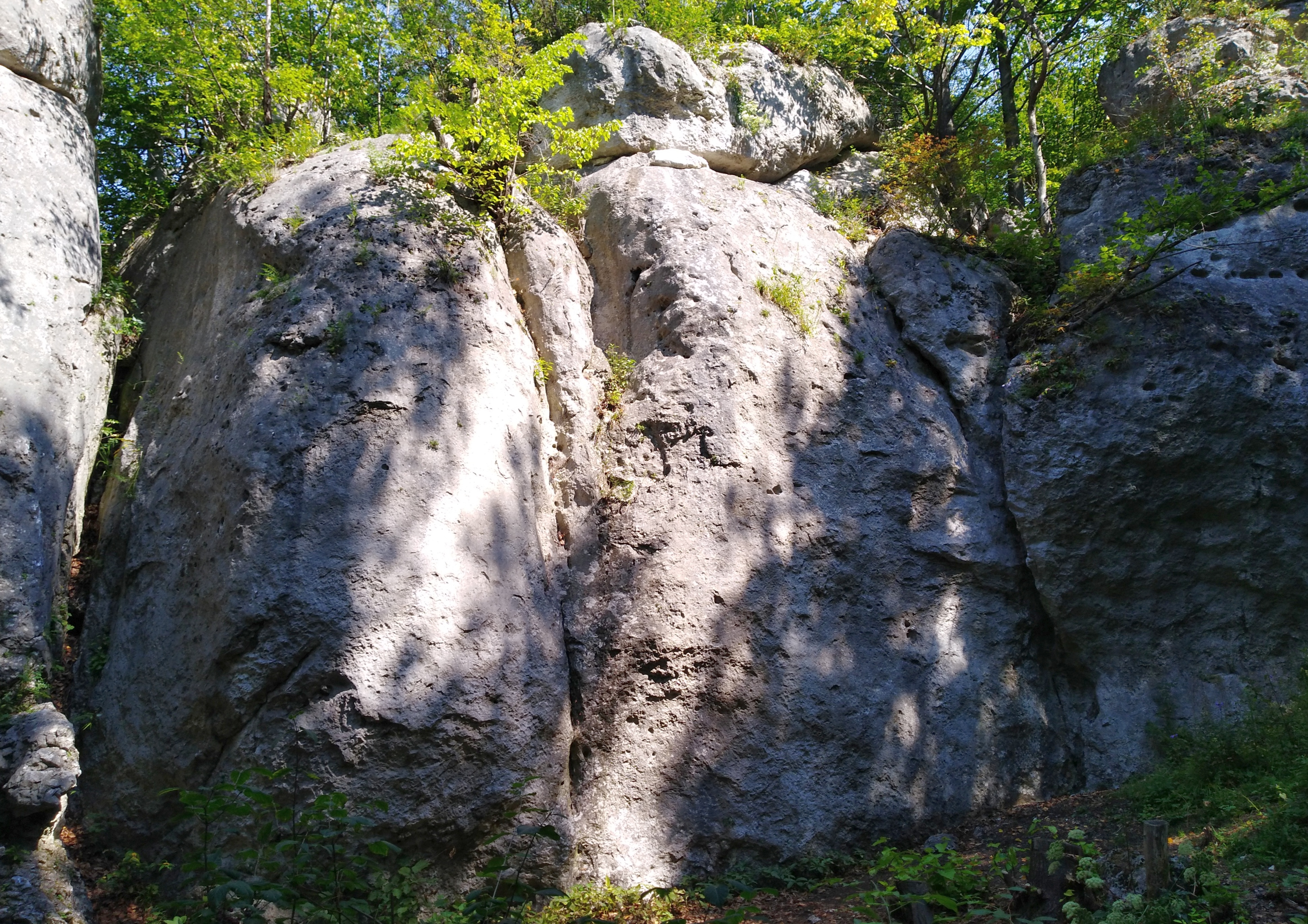

Grań Aniołów – grupka skał na wzniesieniu Kołoczek w miejscowości Kroczyce w województwie śląskim, w powiecie zawierciańskim, w gminie Kroczyce. Ich lokalizację wskazuje mapa wzgórza Kołoczek i Góry Zborów, zamontowana przy wejściu do rezerwatu przyrody Góra Zborów. Znajdują się na skraju grupy skał, do której należą Skała z Gładkim Trawersem, Lalka, Grań Aniołów i Mały Dziad. Wzniesienie Kołoczek należy do tzw. Skał Kroczyckich i znajduje się w obrębie rezerwatu przyrody Góra Zborów na Wyżynie Częstochowskiej.
Grań Aniołów to wapienne skały o wysokości 14 m, znajdujące się w lesie we wschodniej części wzniesienia Kołoczek, przez wspinaczy skalnych nazywanego Górą Kołoczek. Mają pionowe ściany wspinaczkowe z filarami, rysami i kominami.

## Drogi wspinaczkowe
Na Grani Aniołów jest 12 dróg wspinaczkowych o trudności od III do VI.4+ w skali Kurtyki oraz jeden projekt. Obok łatwych dróg, na których mogą trenować kursanci, znajdują się tutaj również drogi trudniejsze. Na ośmiu zamontowane stałe punkty asekuracyjne: ringi (r), stanowisko zjazdowe (st) lub dwa ringi zjazdowe (drz), na pozostałych wspinaczka tradycyjna (trad). Skała o dużej popularności wśród wspinaczy skałkowych.
1. Wszechmiar; VI+, 3r + st
2. Lepkie obuwie; VI.2, 3r + st
3. Zanikająca rysa; VI.1W, trad.
4. Kaszmir; VI.2, 4r + st
5. Rysa na wcięcie; V+, trad
6. Szkocka rysa; VI.1, trad
7. Rzeź zawiniątek; VI.3+, 5r + st
8. Wariant do preludium; VI.2+, 4r + st
9. Preludium na trzy palce; VI.2+, 4r + st
10. Projekt
11. Transfery erogenne; VI.4, 5r + st
12. Bisex; VI.3+, 5r + st
13. Czysty kominek; III, trad[3].